# Cá vảy lạ
Phân lớp Heterostraci ("cá vảy lạ") là một phân lớp đã tuyệt chủng trong số các động vật có xương sống không quai hàm, từng sinh sống chủ yếu trong các môi trường biển và cửa sông. Chúng nổi lên trong kỷ Silur và tất cả, ngoại trừ nhóm Psammosteidae, đã tuyệt chủng trong sự kiện tuyệt chủng Thượng Frasne. Tuy vậy, nhóm cuối cùng này trong số cá vảy lạ, họ Psammosteidae, cũng biến mất trong sự kiện tuyệt chủng ở cuối kỷ Devon.

## Miêu tả và giải phẫu
Nhóm cá vảy lạ khác với các nhóm động vật không hàm khác trong đại Cổ sinh ở cả sự sắp xếp của vảy lẫn cấu trúc mô của vảy.
Phần lớn các loài cá vảy lạ có hai tấm xương dẹt tạo thành một tấm khiên lớn trên lưng và một tấm khiên bụng lớn, chúng có một loạt vảy sắp xếp theo các kiểu khác nhau trên hai hông, kiểu chính xác phụ thuộc vào từng nhóm. Ở một ít các dạng nguyên thủy, chẳng hạn chi Lepidaspis, các tấm khiên lưng và bụng cấu thành từ một dạng khảm của các vảy nhỏ xíu. Ở phần lớn các dạng khác đã biết thì các vảy nhỏ xíu này hợp nhất lại cùng nhau để tạo ra các tấm khiên dẹt.
Vảy của cá vảy lạ về mặt mô học là khác biệt so với các dạng động vật có xương sống khác, có ba lớp cấu thành từ dentin và aspidin, một dạng mô xương không có tế bào, duy nhất chỉ có ở nhóm này. Lớp giữa có dạng rỗ tổ ong với các khoảng không nhỏ xíu gọi là "cancella". 
Giống như nhiều nhóm động vật không hàm khác, cá vảy lạ không có các vây ở phía sau đuôi (tức là vây đuôi). Ở một số nhóm trong bộ Pteraspidiformes, đặc biệt là trong họ Psammosteidae, phần cuối của các tấm xương mang (các tấm xương che phủ các mang) kéo dài hẳn ra ngoài để tạo thành các phần mở rộng trông giống như cánh.

## Phân loại
Heterostraci được phân chia thành 2 nhóm chính, là bộ Cynthaspidiformes ("cá khiên chén") và Pteraspidiformes ("cá khiên cánh"). Chi cá vảy lạ trong kỷ Silur Athenaegis được coi là nhóm chị em với cả hai bộ chính này, trong khi chi Lepidaspis thuộc Tiền Devon được coi là incertae sedis (có vị trí không chắc chắn), rất có thể là gần với các dạng cơ sở ban đầu.
Bộ Cynthaspidiformes được phân chia thành hai phân nhóm chính là Amphiaspida thuộc Tiền Devon ở Siberi (được gộp nhóm cùng họ hàng gần của chúng là chi Ctenaspis ở Canada), và Cyathaspidida (được gộp nhóm cùng họ hàng gần của chúng là chi Nahanbiaspis).
Bộ Pteraspidiformes được phân chia thành 5 họ là Anchipteraspididae, Protopteraspididae, Pteraspididae, Protaspididae và Psammosteidae.
Trong phân loại theo phát sinh chủng loài, nhóm cá này thuộc về lớp Pteraspidomorphi.